# 炭素-窒素結合
炭素-窒素結合 (たんそ-ちっそけつごう, 英: carbon-nitrogen bond) は炭素と窒素による共有結合で、有機化学や生化学の分野よくみられる結合の 1 つである。炭化水素など窒素を含まないものと区別して、窒素を含む有機化合物はしばしば含窒素化合物と呼ばれる。
窒素は5つの価電子をもつ。単純なアミンの例では3つの電子が結合に使われ、残りの2つは非共有電子対をつくる。よってさらにもう1つの原子と結合でき、たとえばアンモニウム塩では水素と結合し4価の正電荷をもつ原子となる。N原子の塩基性の強さは化合物に依存する。アミドやピロールのN原子は非共有電子対が非局在化しているので塩基ではない。
炭素-炭素結合と同じく、炭素-窒素結合はイミンに見られる安定な二重結合、もしくはニトリルに見られる三重結合をつくることができる。結合距離は、単純なアミンでは147.9 pm、ニトロメタンのようにC-N=結合を含む化合物では147.5 pm、ピリジンの不完全な二重結合では 135.2 pm、ニトリルの三重結合では 115.8 pm となっている。
炭素と窒素の電気陰性度はそれぞれ 2.55 と 3.04 であるので、C-N 結合はNのほうへかなり分極しており、高い双極子モーメントを持つ。たとえばシアナミドは 4.27 D、ジアゾメタンは 1.5 D、アジ化メチルは 2.17 D、ピリジンは2.19 D である。よってC-N結合を持つ多くの化合物は親水性である。
炭素-窒素結合の生成にはハロゲン化アルキルなどのアルキル化剤とアミンとの求核置換反応が利用される。炭素-窒素結合の切断は求核置換反応の他に、ホフマン脱離反応などが利用される。

## 有機窒素化合物の化学的分類
| 分類         | 結合次数 | 化学式                           | 構造式       | 例              | Avg. C–N 結合距離 (Å)                              |
| ------------ | -------- | -------------------------------- | ------------ | --------------- | -------------------------------------------------- |
| アミン       | 1        | {\displaystyle {\ce {R2C-NH2}}}  | 第一級アミン | メチルアミン    | 1.469 (中性アミン) 1.499 (アンモニウム塩)          |
| アジリジン   | 1        | {\displaystyle {\ce {CH2NHCH2}}} | アジリジン   | マイトマイシンC | 1.472                                              |
| アジド       | 1        | {\displaystyle {\ce {R2C-N3}}}   | アジド       | フェニルアジド  |                                                    |
| アニリン     | 1        | {\displaystyle {\ce {Ph-NH2}}}   | アニリン     | o-アニシジン    | 1.355 (sp2 N) 1.395 (sp3 N) 1.465 (アンモニウム塩) |
| ピロール     | 1        | {\displaystyle {\ce {C4H5N}}}    | ピロール     | ポルフィリン    | 1.372                                              |
| アミド       | 1.2      | {\displaystyle {\ce {R-CO-NR2}}} | アミド       | アセトアミド    | 1.325 (第一級) 1.334 (第二級) 1.346 (第三級)       |
| ピリジン     | 1.5      | {\displaystyle {\ce {C5H5N}}}    | ピリジン     | ニコチンアミド  | 1.337                                              |
| イミン       | 2        | {\displaystyle {\ce {R2C=NR}}}   | イミン       | DBN             | 1.279 (C=N 結合) 1.465 (C–N 結合)                  |
| ニトリル     | 3        | {\displaystyle {\ce {R-CN}}}     | ニトリル     | ベンゾニトリル  | 1.136                                              |
| イソニトリル | 3        | {\displaystyle {\ce {R-NC}}}     | イソニトリル | TOSMIC          |                                                    |